# São João da Barra
São João da Barra è un comune del Brasile nello Stato di Rio de Janeiro, parte della mesoregione del Norte Fluminense e della microregione di Campos dos Goytacazes. In località Atafona è presente il delta del Rio Paraíba do Sul.
Il comune è suddiviso in 6 distretti: São João da Barra (sede comunale), Atafona, Grussaí, Cajueiro, Pipeiras e Açu, Barcelos.